# IC 425
IC 425 је емисиона маглина у сазвјежђу Кочијаш која се налази на листи објеката дубоког неба у Индекс каталогу.
Деклинација објекта је + 32° 25' 0" а ректасцензија 5h 37m 12,0s. IC 425 је још познат и под ознакама CED 56.